# Friendly interactive shell
friendly interactive shell, bardziej znany pod nazwą fish – uniksowa powłoka (shell), której autorem jest Axel Liljencrantz i która została stworzona z założeniami przyjazności dla użytkownika i ułatwień w codziennej obsłudze.
Wszystkie funkcje powłoki fish są domyślnie włączone (nie trzeba ich konfigurować). Powłokę cechują funkcjonalności takie jak podpowiedzi poleceń bazujące na historii, wyświetlanie opisów poleceń zaczerpniętych z podręcznika man, podświetlanie składni, w tym błędów składniowych. W domyślnej konfiguracji, fish potrafi konstruować znak zachęty bazując na informacjach o repozytoriach Git, Mercurial oraz Subversion.
Fish nie jest w pełni kompatybilny z powłoką bash, ani ze standardami POSIX.